# 阮福保隆
阮福保隆（越南语：／；1936年1月4日—2007年7月28日），是越南阮朝最後一位皇帝保大帝的皇太子。

## 生平
保大十年十二月初十日（1936年1月4日），阮福保隆出生在順化紫禁城，三日後按照帝系詩命名“保隆”。保大十四年正月十七日（1939年3月7日），封為東宮皇太子，陰曆生日被尊為“千春節”。
1947年，隨母親南芳皇后抵達法國，並分別在諾曼第及巴黎接受教育，主修法律及政治。1953年，他獲邀代表越南皇室，赴倫敦參加英女王伊麗莎白二世的加冕儀式。隨後他加入法國外籍兵團，參加阿爾及利亞獨立戰爭，其表現獲得多次嘉獎。10年後退出外籍兵團，回到法國，並在一間私人銀行工作。
1997年，保大帝逝世，身為長子的阮福保隆一直隱居法國，沒有參與政治，跟越南多元君主立憲聯盟等爭取恢復君主立憲制的政治團體也一直劃清界線。
2007年7月28日，阮福保隆過世，享壽71歲。

## 外部連結
- YouTube上的Hué Ville Impériale